# Coppa Intercontinentale 2024 (hockey su pista)
La Coppa Intercontinentale 2024 è stata la 21ª edizione dell'omonima competizione di hockey su pista riservata alle squadre di club. Il torneo ha avuto luogo dal 17 al 19 febbraio 2024. Il trofeo è stato vinto dal Barcellona per la settima volta nella sua storia.

## Squadre partecipanti
| Nazione    | Club        | Qualificazione                                     | Partecipazioni precedenti (il grassetto indica la vittoria) |
| ---------- | ----------- | -------------------------------------------------- | ----------------------------------------------------------- |
| Argentina  | UV Trinidad |                                                    | 1985, 1998                                                  |
| Argentina  | Rivadavia   |                                                    | Esordiente                                                  |
| Portogallo | Porto       | Detentore della WSE Champions League 2022-2023     | 1983, 2018, 2021                                            |
| Spagna     | Barcellona  | Semifinalista della WSE Champions League 2022-2023 | 1983, 1985, 1998, 2006, 2008, 2014, 2018                    |

## Risultati

### Finale
| San Juan 18 febbraio 2024 | Barcellona                      | 6 – 3 | Porto | Aldo Cantoni\| Arbitri: \| Carlos Fernández Franco Ferrari \| |
| Arbitri:                  | Carlos Fernández Franco Ferrari |       |       |                                                               |